# Moita (Marinha Grande)
Moita ist eine Gemeinde (Freguesia) im portugiesischen Kreis Marinha Grande. In ihr leben 1296 Einwohner (Stand 19. April 2021).

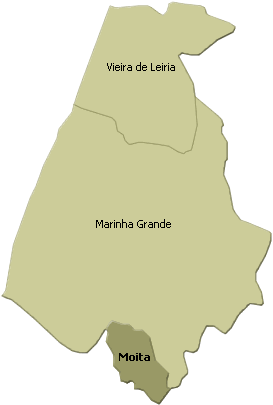
Lage der Gemeinde im Kreis Marinha Grande

## Geografie
Moita grenzt nördlich an die Gemeinde Marinha Grande und südlich an die Gemeinden Maceira und Martingança. Moita liegt unmittelbar an der Autoestrada A8 (2 km), zwischen den Ausfahrten Pataias und Marinha Grande Sul. Die Kreisstadt Marinha Grande ist 5 km nördlich über die Nationalstraße N242 entfernt.

## Geschichte
Der Ort entstand am Rande des Pinhal de Leiria, den ausgedehnten Waldgebieten, die unter der Regentschaft von König D.Dinis (1279–1325) angelegt wurden. Seit 1500 ist der Ort als Vintena de Mouta bekannt und war eine historische Verwaltungseinheit (Vintena). Mit der Schaffung des Kreises von Marinha Grande im Jahr 1836 kam Moita zu jenem Kreis. Mit Auflösung des Kreises bereits 1838 kam Moita zum Kreis Pataias. Seither stritt Moita für eine erneute Angliederung an Marinha Grande.
1985 wurde Moita eine eigenständige Gemeinde. Sie gehörte jedoch bis zum 12. Juli 2001 weiter zum Kreis Alcobaça. Dann hatten die 163 Jahre andauernden Bemühungen der Gemeinde Erfolg und sie wurde dem Kreis von Marinha Grande angegliedert.